# ARV Mariscal Sucre (F-21)
ARV Mariscal Sucre (F-21) fue la primera fragata misilera que adquirió Venezuela. Construida entre 1976 y 1979, fue la primera de las seis unidades de la clase Lupo. Sirvió en la Flota Naval de la Armada Bolivariana.

## Construcción y características

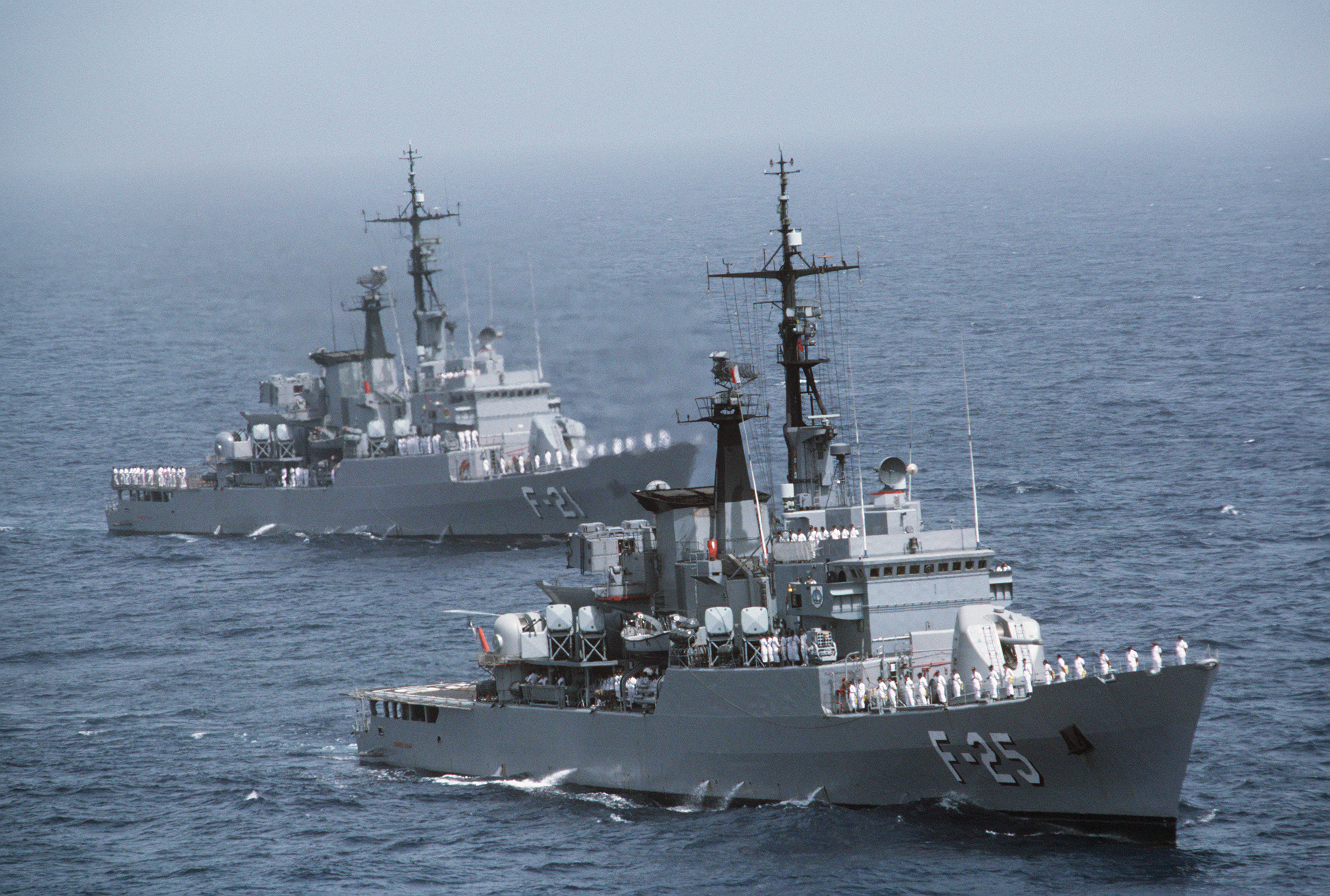
La fragata General Salóm (adelante) navega junto a la Mariscal Sucre (detrás).

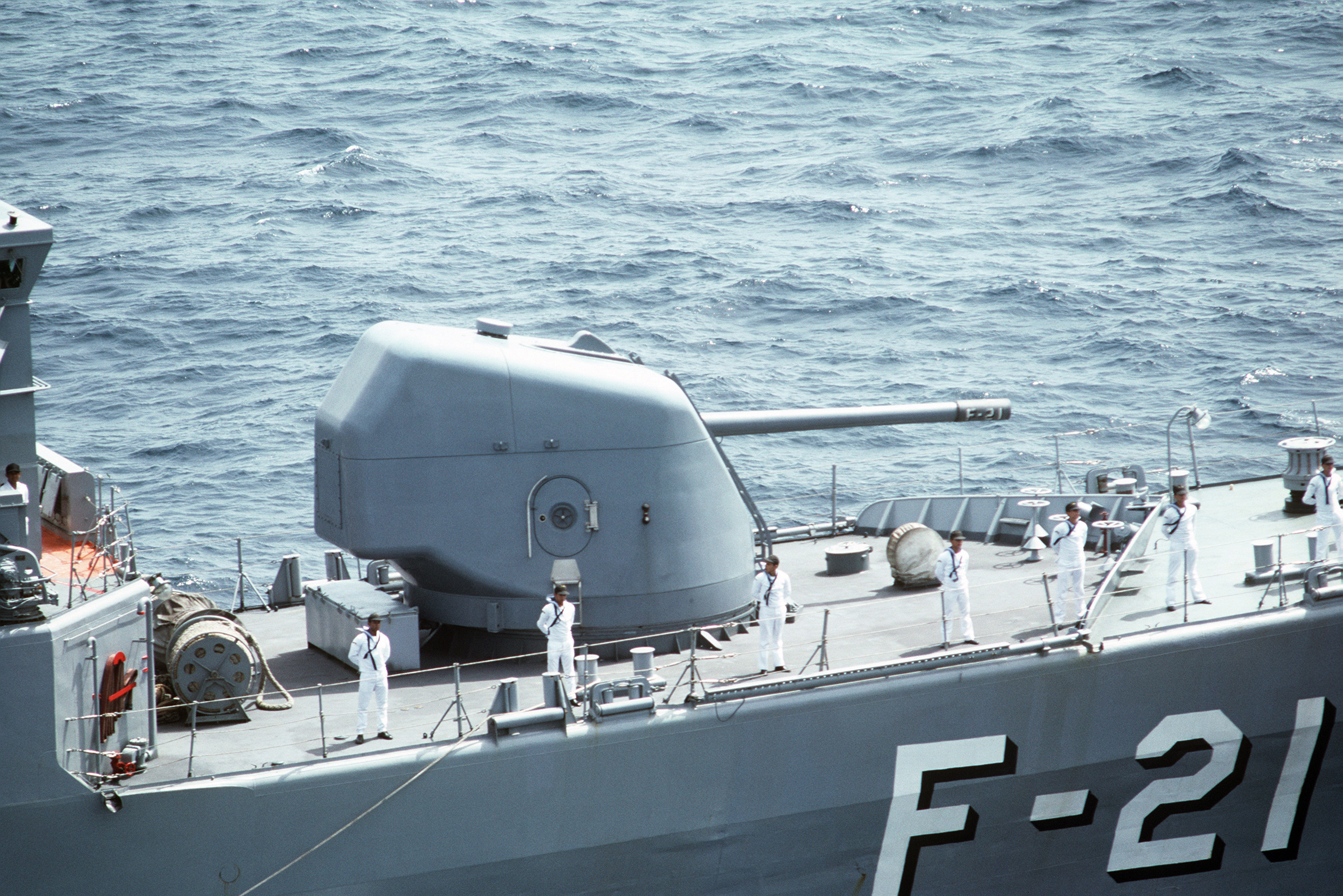
En el centro de la fotografía se aprecia el cañón de la fragata.

La fragata Mariscal Sucre fue construida por el Cantieri Navali Riuntini, en Riva Trigoso, Italia. La puesta de quilla fue el 19 de noviembre de 1976, la botadura el 28 de septiembre de 1978 y la entrada al servicio el 19 de octubre de 1979. Fue la primera unidad de la clase Lupo, construida por contrato firmado el 24 de octubre de 1975.
Su desplazamiento con carga estándar es de 2208 t, mientras que a plena carga es de 2500 t. Su eslora mide 113,2 m, su manga 11,3 m y su calado 3,7 m. La Mariscal Sucre tiene una propulsión CODAG (combinado diésel y gas) compuesta por dos turbinas de gas Fiat/GEI LM2500 de 34 400 bhp y dos motores diésel GMT A320/20M de 7800 hp. El buque puede desarrollar una velocidad de 35 nudos.
Su armamento consiste en un cañón compacto de calibre 127 mm; cuatro cañones de calibre 40 mm; ocho lanzadores de misiles superficie-superficie Otomat; un lanzador de misiles superficie-aire Aspide de ocho celdas; un lanzacohetes SCLAR; y seis tubos lanzatorpedos para guerra antisubmarina.
La Mariscal Sufre fue objeto de una modernización entre 1998 y 2002 en el Ingalls Shipbuilding de Pascagoula, Misisipi, Estados Unidos. Los trabajos de modernización contemplaron un recorrido total del casco, el reemplazo de los motores diésel de propulsión por otros nuevos, la modernización de las turbinas a gas, el cambio de los sistemas de control de la planta motriz, el reemplazo de los existentes grupos electrógenos por otros nuevos, y la modernización del sistema de comando y control.
En 2022 se conoció su hundimiento mientras estaba fondeada en el muelle de los astilleros DIANCA, luego de su retiro como unidad activa.

### Buques de la clase
- ARV Almirante Brión (F-22)
- ARV General Urdaneta (F-23)
- ARV General Soublette (F-24)
- ARV General Salóm (F-25)
- ARV Almirante García (F-26)